# Johan Knistedt
Johan Knistedt, född 1671, död 24 oktober 1733, var en svensk domkyrkoorganist i Skara stadsförsamling mellan 1715 och 1716. Innan dess var han organist i Fellingsbro församling från cirka 1715 och från 1728 i Ljusnarsbergs församling.
Knistedt var son till organisten Erik Knistedt som var organist i Fellingsbro församling och Ljusnarsbergs församling. Johan Knistedt gifte sig med Brita Lindberg i hennes tredje gifte, förut gift med bruksmannen och kyrkvärden Nicolaus Pemer och med gästgivaren Erik Öhman (Laxbro-släkten Öhman).

## Biografi
Den 22 december 1715 utnämndes Johan Knistedt till domkyrkoorganist i Skara stadsförsamling. Han hade under sin antagning spelat några psalmer och stycken i Skara domkyrka. De som ansåg att han skulle få tjänsten var bland annat biskop Jesper Swedberg, domprost Magnus Bredberg, domkyrkosysslomannen Joakim Hasenmüller, borgmästaren Johan Ranchstedt och fältskären Christopher Gebhardt von Sannen. Biskopen ansåg först att han skulle få tjänsten, men de andra var tveksamma då de inte var så kunniga i musik. Då tillkallade man Hasenmüller som var mer kunnig i musik. Han gav Knistedt goda vitsord och sade att dissonansen som uppstod kan vara från orgeln som hade många brister.
Den 18 juli 1716 fick församlingen ett brev från Knistedt där det stod att han avstod från domkyrkoorganisttjänsten.